# One Blackfriars
One Blackfriars est un complexe à usage mixte, comprenant un gratte-ciel  de 170 mètres de hauteur et de 52 étages sur la rive sud de la Tamise dans le quartier de South Bank. Il est aussi connu sous le nom de « The Vase » ou « The Boomerang » en raison de la forme de son gratte-ciel,,.

## Histoire
Le projet est initialement porté par le promoteur britannique Beetham Organization et la société russe Mirax. Dessiné par l'architecte Ian Simpson, il devait être terminé avant les Jeux olympiques de 2012, pour un coût estimé de 650 millions d'euros.
À la suite d'une enquête publique, la construction d'une tour est approuvée en 2008, malgré les critiques venant, entre autres, de riverains et de l'English Heritage.
Selon l'architecte Ian Simpson , la forme du bâtiment a été inspirée par le vase en verre de Lansetti de Timo Sarpaneva de 1952.  
Avec la crise financière, le projet est suspendu puis finalement repris par un autre promoteur, Berkeley Group Holdings. Le projet est légèrement modifié, avec un nouveau permis de construire et le chantier redémarre finalement en 2013. 
Le site est finalement achevé en 2018. Il comprend un gratte-ciel, ainsi que plusieurs bâtiments de quelques étages.
En janvier 2015, une vidéo promotionnelle, pour la vente d'un appartement du complexe, est retiré après qu'elle est suscité des critiques et assimilé à du sexisme.

## références
1. ↑  Le Moniteur no 5501 du 2 mai 2009 page 9
2. ↑  (en-US) « The Vase - London », sur British Guild of Tourist Guides (consulté le 27 novembre 2024)
3. ↑  (en) « One Blackfriars, South Bank, SE1 | New development/homes to rent », sur benhams.com (consulté le 27 novembre 2024)
4. ↑  (en) « The Boomerang, London's Newest Oddly Named Skyscraper, Rising High », sur Londonist, 12 avril 2016 (consulté le 27 novembre 2024)
5. ↑  (fi) « Kirja-arvostelu | Mainostoimiston 15-vuotias lähettityttö huomasi, että Suomi-designin suuri nimi seuraa häntä: Marjatta Sarpaneva kertoo poikkeuksellisella intensiteetillä elämästä muotoilun sisäpiirissä », sur Helsingin Sanomat, 11 septembre 2020 (consulté le 27 novembre 2024)
6. ↑  « Southwark Council Planning Pages », sur web.archive.org, 22 octobre 2013 (consulté le 27 novembre 2024)
7. ↑  (en) Josh Pettitt, « 'The creepiest thing you will ever see': luxury London flat advert », sur The Standard, 9 janvier 2015 (consulté le 27 novembre 2024)